# 北川陽大
北川 陽大（きたがわ あきひろ、1978年〈昭和53年〉6月14日 - ）は日本のミュージシャン、歌手、作詞家、講演家、長浜市議会議員。血液型はO型。滋賀県長浜市出身。

## 経歴
滋賀県生まれ。滋賀県立虎姫高等学校を卒業後、名城大学を中退。30歳を過ぎる頃までサラリーマンとして通信会社の仕事に従事していた。カナダでの勤務時に趣味で始めた音楽活動で歌手活動を開始する。
2010年11月、イベントの為に河野弘行と急造ユニット～Lefa～(リーファ)を結成し初ライブを行い、音楽祭や商業施設からオファーが出演のオファーが舞い込んだ。
長浜市を拠点に活動し、2011年4月、長浜観光協会から観光PR隊の認定を受ける。
写真家の加藤正憲が音源をレコード会社に送ったことからデビューが決まり、2012年1月18日、J's Recordsより、シングル『心の華』をリリースした。
2014年1月、同年3月19日より滋賀県在住者、または滋賀県にゆかりのある曲のためのレーベル『Water Of Life』を、所属事務所J'Sプロデュースと共同で設立し、同日に同レーベルからアルバムを発売することを発表した。レーベル名は、同郷長浜市出身の清水和彦のソロユニットThe Water Of Lifeが由来である。同レーベルはコロムビア・マーケティングとの提携により、滋賀県内に存在するものとしては初の全国流通が可能なレーベルとなった。
2015年より同郷の滋賀県出身のプロ野球選手東北楽天ゴールデンイーグルス則本昂大の登場曲を歌っている。
この曲は同選手のための書き下ろし曲となっており、曲のタイトルは則本本人がつけている。
2015年6月24日に音源化されCDと配信によって発売された。
2017年6月、加藤登紀子、ゴスペラーズ、元THEBOOMの宮沢和史らと共に第一回びわ湖音楽祭に出演。びわ湖ホールを満席にし成功させた。
2018年ごろより若手のアーティストを育成するためのアーティスト育成塾をきっかけに講演活動を開始した。
本人としては、これが徐々に各教育機関での講演、授業などの文化芸術の育成活動につながるきっかけになったという。
コロナ禍の中でのイベント開催の在り方を探るため、2020年6月よりソーシャルディスタンスLIVEと銘打った感染症対策の企画を毎月行っている。

2022年7月、滋賀県長浜市の市議会議員選挙に立候補し2,326票を獲得。22人の候補者中全体4位、新人ではトップで当選した。
歌手活動やイベント主催の活動を選挙期間直前まで行っていた。市議会当選後は、今後の音楽・芸能活動に関しては2022年8月現在、明言をしていなかったが、2023年4月にソロ名義の作品もリリースしている。しかし、表立っての活動は控えており、2023年後半からは障害者の支援や社会参画を促すイベントを企画・実行することにシフトしている。また、地域の若手をバックアップする文化・芸術活動を積極的に行っているため、文化活動の企画者としての側面が強くなっている。

## 交流
音楽家としては加藤登紀子、イツカノオト、田村直美と交流が深く、彼らとはそれぞれコラボコンサートを開催している。
デビュー時より、全ての音源のアレンジ、レコーディングなどは角田崇徳が行っている。
行政機関との結びつきが強く滋賀県知事時代の嘉田由紀子、現知事の三日月大造、歴代の長浜市長、衆議院議員の上野賢一郎との交流があった。
2015年登場曲に採用された『魂　～ユメノミチ～』が縁で則本昂大本人との交流もあり、彼の後援会イベントには～Lefa～の二人が司会やコンサートを行う。
則本昂大の弟でもある則本佳樹とも交流があり、彼が楽天入団以前に所属していた山岸ロジスターズの選手当時に同チームの応援歌を制作している。

## 社会活動
近年はアーティスト活動と共に滋賀県を中心とした地域や行政との連携活動が多い。滋賀県立長浜北高等学校の校歌制作や犯罪被害者支援をはじめ、滋賀県を中心とした関西圏や、静岡県など東海圏での文化・芸術活動を参加・主催している。
また、滋賀県立長浜北高等学校や滋賀県立長浜北星高等学校、滋賀県立八幡商業高等学校での講演や臨時講師としての授業を定期的に行うなど教育機関との関係性も深い。
2020年6月よりコロナ禍の中でも実行可能な感染症対策のイベントを企画・開催している。これはアマチュア・プロ問わず、出演の機会を作るという趣旨の元で継続されている。